# NGC 5071
NGC 5071 је спирална галаксија у сазвежђу Девица која се налази на NGC листи објеката дубоког неба.
Деклинација објекта је + 7° 56' 10" а ректасцензија 13h 18m 37,1s. Привидна величина (магнитуда) објекта NGC 5071 износи 14,5 а фотографска магнитуда 15,3. NGC 5071 је још познат и под ознакама CGCG 44-62, NPM1G +08.0321, PGC 46375.